# Ixamatus fischeri
Ixamatus fischeri är en spindelart som beskrevs av Raven 1982. Ixamatus fischeri ingår i släktet Ixamatus och familjen Nemesiidae.
Artens utbredningsområde är New South Wales. Inga underarter finns listade i Catalogue of Life.